# خوسيه ماريا روجاس غاريدو
خوسيه ماريا روجاس غاريدو (بالإسبانية: José María Rojas Garrido)‏ هو قاضي ودبلوماسي وصحفي ومحامي وسياسي كولومبي، ولد في 7 يونيو 1824 في كولومبيا، وتوفي في 18 يوليو 1883 في بوغوتا في كولومبيا. حزبياً، نشط في الحزب الليبرالي الكولومبي. وقد انتخب رئيس كولومبيا (1 أبريل 1866 – 22 مايو 1866) وانتخب وزير خارجية كولومبيا وانتخب عضو مجلس النواب الكولومبي.